# Libuše Kubešová
Libuše Kubešová (* 16. dubna 1929) byla česká a československá politička Komunistické strany Československa a poúnorová poslankyně Národního shromáždění ČSSR a Sněmovny lidu Federálního shromáždění.

## Biografie
Ve volbách roku 1960 byla zvolena za KSČ do Národního shromáždění ČSSR za Západočeský kraj. Mandát obhájila ve volbách v roce 1964. V Národním shromáždění zasedala až do konce jeho funkčního období v roce 1968. K roku 1968 se profesně uvádí jako členka JZD z obvodu Přeštice-Stod.
Po federalizaci Československa usedla roku 1969 do Sněmovny lidu Federálního shromáždění (volební obvod Přeštice-Stod), kde setrvala až do konce volebního období, tedy do voleb roku 1971.